# Cophoscincopus greeri
Cophoscincopus greeri är en ödleart som beskrevs av  Wolfgang Böhme SCHMITZ och ZIEGLER 2000. Cophoscincopus greeri ingår i släktet Cophoscincopus och familjen skinkar. Inga underarter finns listade i Catalogue of Life.